# ときめきドットコム
ときめきドットコムは、かつて存在し、商品の企画および、インターネットによる物販を行っていた企業。株式会社ファミリーマート（2代目）の子会社であった。2017年（平成29年）2月1日をもって、親会社のユニー・ファミリーマートホールディングスに吸収合併され消滅。

## 概要
当初は、コンビニエンスストア、GMS等の店頭に設置された多機能型情報端末機（MMK）ならびにPC、ネット家電、携帯電話、その他モバイル端末等の情報端末を通して、商品・サービス・情報などを提供することを目的に設立されたが、情報産業事業の分散化により、インターネット物販「サークルKサンクスオンライン（旧称・カルワザオンライン）」が主力になっていた。それ以前はときめきモールを運営。
2016年（平成28年）9月、親会社のサークルKサンクスが社名をファミリーマート（2代目）に変更し本社を移転したことに伴い、東京都墨田区本所から東京都豊島区東池袋に本社を移転。なお、同年12月27日をもって、オンラインサービスを終了している。
一時期、株式会社西武ライオンズより業務委託を受け、ライオンズグッズのインターネット物販「ライオンズストア オンライン」も行っていた。

## 行なっていた事業内容
1. 電子商取引事業の経営
2. 電子商取引事業に関連する情報端末等ハードウェアの企画・開発・販売・運用
3. 電子商取引事業に関するビジネスモデル、コンテンツ（デジタル化したバーチャル商品やサービス）、広告などの企画・開発・販売
4. インターネット等のネットワークを利用した商取引
5. 新商品開発の計画･企画･立案ならびに販売調査の受託
6. インターネット等のネットワークを利用した情報処理事業に関するホームページの制作並びに市場調査、宣伝及び広告業
7. 携帯電話への情報コンテンツの制作及び提供
8. フリーペーパーの制作及び発行
9. CVS等を対象とした商品の製造及び販売
10. 広告の出稿及び販売

## 扱っていた主な商品
1. スポーツ関連グッズ
2. ホビー・キャラクター・トイ・ゲーム関連
3. エンタメ・映画関連グッズ
4. アーティスト・タレント関連商品
5. グルメ・ドリンク
6. 生活雑貨・ファッション・アクセサリー・ペット関連
7. 美容・コスメ商品

## 当初の事業内容目的
富士通のウェッブマネージメント業務ノウハウを基に、
1. コンビニエンスストア、GMSでの店頭設置用MMKの維持・管理
2. MMKのプロモーションディスプレイ広告の企画・販売
3. 情報端末の多様化（MMK、ユーザーPC、ネット家電、携帯電話、モバイル等）に対応した端末別コンテンツの企画、開発、収集と販売。並びに各種端末への広告の企画・販売。
4. 同社が独自に開発したコンテンツを株式会社イープラット（現在は廃業）に出資した各社（ファミリーマート、ミニストップ、スリーエフ等）所有のMMKへ配信・販売。
5. 電子商取引に関するマーケティング情報集積・分析業務の受託など

を行うことで、
1.多様なコンテンツ展開　2.各種情報端末の発展、進化を見据えたコンテンツ開発と配信　3.全国の店舗網の活用
等が考えられ、ビジネスモデルの構築を図ろうとしていた。

## 脚註
1. ↑  KARUWAZA ONLINE
2. ↑  ときめきモール
3. ↑  サークルKサンクスオンライン
4. ↑  ライオンズストアオンライン